# محمد زكي باشا (وزير)
محمد زكى باشا تولى وزارة المعارف في خمس حكومات،.وهو الوزير الأول الذى أدخل سنة 1892 حصة الألعاب في المدرسة المصرية، وتعرض بسبب ذلك لهجوم عنيف باعتباره يفسد التعليم لمصلحة الألعاب، بسبب لعبة الإنجليز.

## مسيرته
أول وزير بدأ تنظيم المهرجانات الرياضية في كل مدرسة مصرية لإتاحة الفرصة للتلاميذ لاستعراض مواهبهم وقدراتهم الرياضية، وعلى الرغم من أن جعفر ولى باشا لم يضف جديدا لحصة الألعاب والرياضة المدرسية حين تولى وزارة المعارف في 1921 إلا أنه يدخل هذه القائمة القصيرة باعتباره وزير المعارف أو التعليم الوحيد في مصر الذى كان أيضا رئيسا للاتحاد المصرى لكرة القدم، وبعده اتحاد الملاكمة إلى جانب رئاسته للنادى الأهلى، والوزير الرابع هو على الشمسى باشا الذى تولى وزارة المعارف في 1926. وكان أول أفندى يتولى وزارة المعارف قبل أن ينعم عليه الملك فؤاد بلقب باشا.

## مناصب
- شغل منصب وزير الموارد المائية والري بين (18 أبريل 1879 - 3 يوليو 1879).[9]
- ناظر الأوقاف والمعارف العمومية

في المنصب
14 سبتمبر 1881 – 4 فبراير 1882
- وزير الأوقاف

في المنصب
21 أغسطس 1882 – 10 يناير 1884
- وزير المالية

في المنصب
10 مارس 1887 – 9 يونيو 1888
- وزير الموارد المائية والري

في المنصب
9 يونيو 1888 – 12 مايو 1891
- ناظر الأشغال العمومية والمعارف العمومية

في المنصب
14 مايو 1891 – 17 يناير 1892
- ناظر الأشغال العمومية والمعارف العمومية

في المنصب
17 يناير 1892 – 15 يناير 1893
- ناظر الأشغال العمومية والمعارف العمومية

في المنصب
15 يناير 1893 – 18 يناير 1893
- ناظر الأشغال العمومية والمعارف العمومية

في المنصب
19 يناير 1893 – 15 أبريل 1894